# Koningin Julianabrug (Alphen aan den Rijn)
De Koningin Julianabrug is een hoge brug uit gewapend beton en metselwerk met een stalen basculebrug die in de Zuid-Hollandse plaats Alphen aan den Rijn de Oude Rijn (Vaarwegklasse CEMT IV) overspant. Het beweegbare deel van de brug wordt bediend vanuit Brugbedieningscentrum Steekterpoort.

## Beschrijving
De brug werd in 1953, tegen de zin van Gedeputeerde Staten (die de Koningin Julianabrug en de Alphense Brug te dicht bij elkaar vonden liggen), gebouwd teneinde een betere doorstroom te realiseren voor het doorgaande wegverkeer. Net als de Alphense Brug vormt de Koningin Julianabrug een vaste oeververbinding tussen de stadsdelen Hoge Zijde en Lage Zijde, maar door de hoogte zou de nieuwe brug minder vaak open moeten om het vaarverkeer door te laten. De Julianabrug was gedacht ter ondersteuning van de nieuwe industrialisatie en als verkeersschakel voor de Rijksstraatwegen. De brug verving een verbinding over het water per pont, de veerman werd brugwachter.
De wateroverspanning bestaat uit een vast gedeelte van 14 meter en een beweegbaar gedeelte van eveneens 14 meter, onder de aanbruggen bevinden zich drie werkruimten en drie viaducten, bij de Javastraat, Emmalaan en Hooftstraat. De basculebrug wordt aangedreven middels een panamawiel, geplaatst in een bovengrondse basculekelder. De rijwegbreedte bedraagt negen meter. Oorspronkelijk bevonden zich aan weerszijden van de weg trottoirs van drie meter breed, een later aangelegd fietspad verving het noordelijke trottoir.
In 2000 bleek uit technisch onderzoek dat het stalen brugdek en het bewegingsmechanisme in slechte staat verkeren. Er werd groot-onderhoud verricht waarna de brug weer 25 jaar zou meekunnen. In 2010 bleken de staalreparaties een averechtse werking te hebben gehad. De draaiarmen verkeerden door roest in slechte staat. Een jaar later was de toestand kritiek, het brugdek moest voor grondige renovatie worden uitgehesen. Na sluiting voor het wegverkeer ging de brug enkele maanden later weer open. In 2013 kon de basculebrug als gevolg van een storing in de open- en sluittechniek enige tijd niet meer omlaag.

## Renovatie 2015
In 2014 werd besloten tot grondige renovatie van de aanbruggen en viaducten, het plaatsen van glazen geluidswanden en tot gehele vervanging van het stalen brugdek Doel van de vernieuwing was ervoor te zorgen dat de brug weer vijftig jaar mee zou kunnen. Het nieuwe brugdek met contragewicht werd gebouwd in het Friese Bergum. De oude brugklep (zonder contragewicht) werd 4 mei 2015 uitgehesen met een mobiele kraan op een ponton.

## Ongeval hijskranen
Op 3 augustus 2015 zou het nieuwe brugdek, waar nu het contragewicht aan vast was gelast, op zijn plaats worden gehesen door twee mobiele kranen die stonden op pontons in de Oude Rijn. Direct nadat met hijsen was begonnen, raakte de hijsopstelling uit balans en viel om. Het brugdek en de twee kranen kwamen hierbij terecht op gebouwen aan de evenwijdig aan de rivier gelegen Hooftstraat. Als gevolg daarvan moesten 58 bewoners van zeventien woningen voor kortere of langere tijd hun huis verlaten. Vier panden met twee winkels met woonruimte en een woonhuis erachter waren ernstig beschadigd. Voor de gedupeerden werd een noodfonds opgericht. De Oude Rijn was tussen de Heimanswetering en de Gouwe enkele weken gestremd voor het vaarverkeer. De berging van de kranen werd twee maanden na het ongeval, op 8 oktober 2015, afgerond.

Zowel het Openbaar Ministerie als de Onderzoeksraad voor Veiligheid startten een onderzoek naar de oorzaak van het ongeluk. Hieruit bleek dat de hijsconstructie met pontons die voor het plaatsen van het brugdeel werd gebruikt, instabiel was waardoor het kleinere ponton scheef helde, de 400-tons kraan overbelast raakte, knikte en de hele constructie omviel. 
Volgens de Onderzoeksraad hadden de hierbij betrokken bouwbedrijven (Mourik te Groot-Ammers, BSB Staalbouw en Peinemann Kranen) de complexiteit van de werkzaamheden onderschat en geen rekening gehouden met het gevaar voor de dichtbevolkte omgeving. Het omvallen van de kranen bleek zelfs onvermijdelijk. Onderzoeksraad-voorzitter Tjibbe Joustra sprak daarom van 'onbegrijpelijk amateurisme'.
Uiteindelijk hield het Openbaar Ministerie kraanbedrijf Peinemann verantwoordelijk. Het bedrijf moest 175.000 euro betalen.
Na reparatie werden brugklep en ballastkist (contragewicht) in twee delen teruggeplaatst, nu niet met kranen op pontons. Voor de ballastkist werd een 500-tons kraan op de wal geplaatst en een 400-tons kraan op het viaduct. De brugklep werd 18 mei 2016 ingehesen met twee kranen op de viaducten over de Hooftstraat en Oude Rijn. Daarna werden brugdek en ballastkist in de basculekelder aan elkaar gelast. Het rijdeel van het brugdek boven de basculekelder was 'total-loss' en is opnieuw gemaakt.

## Constructieschade viaduct Hooftstraat
In de betonconstructie onder het fietspad boven de Hooftstraat zijn in 2018 scheuren ontdekt en schade aan de wapening. Bij de reparatiewerkzaamheden daarvan in augustus 2021 bleek de schade ernstig en is technisch onderzoek in opdracht gegeven.

## Afbeeldingen

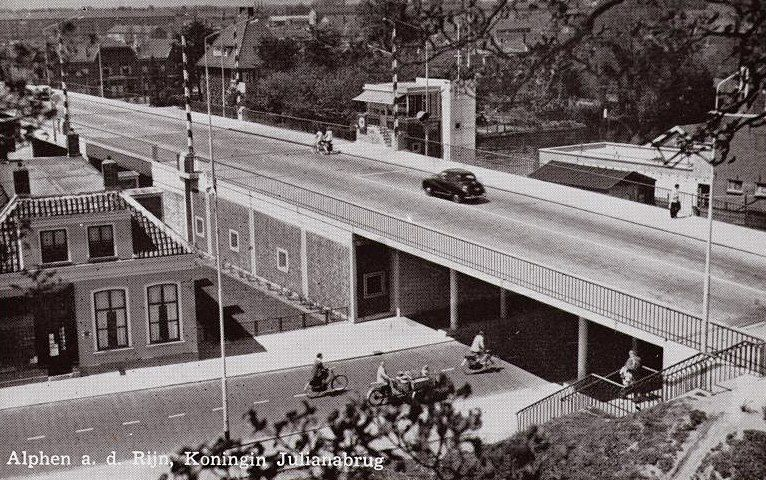
Koningin Julianabrug in de jaren '50.